# Ballomma
Genre
Ballomma est un genre d'araignées aranéomorphes de la famille des Zodariidae.

## Distribution
Les espèces de ce genre sont endémiques d'Afrique du Sud.

## Liste des espèces
Selon World Spider Catalog (version 17.5, 16/10/2016) :
- Ballomma erasmus Jocqué & Henrard, 2015
- Ballomma haddadi Jocqué & Henrard, 2015
- Ballomma legala Jocqué & Henrard, 2015
- Ballomma neethlingi Jocqué & Henrard, 2015

## Publication originale
- Jocqué & Henrard, 2015 : Ballomma, a new Afrotropical genus in the Cryptothelinae (Araneae, Zodariidae): eyes on the run. European Journal of Taxonomy, vol. 163, p. 1-24 (texte intégral).